# Stazione di Dalston Kingsland
La stazione di Dalston Kingsland è una stazione della London Overground situata nel borgo londinese di Hackney. È servita ogni ora da otto treni suburbani transitanti sulle due direzioni della North London Line.